# Freaks
Freaks er en amerikansk gyserfilm fra 1932. Den er instrueret af Tod Browning og har Harry Earles i hovedrollen.

## Handling
Filmen fortæller – i en blanding af gys, soap opera og dokumentar – om intrigerne i et omrejsende cirkus. Lilleputten Hans forelsker sig hovedkuls i trapez-skønheden Cleopatra, der kun er ude efter hans penge. Hans kolleger gennemskuer straks Cleopatras egentlige motiver og særligt hans veninde, Frieda, prøver nænsomt at åbne Hans' øjne for Cleopatras falskhed. Det er dog først til brylluppet, hvor Cleopatra og hendes sammensvorne, den stærke mand Hercules, tilsviner Hans' vanskabte venner at hendes sande væsen går op for ham. Da hun tilmed prøver at slå Hans ihjel, for at arve hans penge, tager "freaks'ene" en grusom hævn, som Hans forgæves har prøvet at tale dem fra. Det hele ender dog godt for Hans, der, i skam over vennernes hævn på Cleopatra, har gemt sig i sit velhaverhjem. Han bliver genforenet med Frieda.
Det mærkes tydeligt på filmen at Tod Browning selv havde en fortid som medarbejder ved sideshows. 
Filmen blev overvejende negativt modtaget. Publikum udvandrede og anmeldelserne var lunkne for ikke at sige at visse var decideret dårlige. Folk ville nok se på "freaks"(=vanskabte mennesker) i cirkus'er og på markedspladser, men de skulle ikke fremstå som almindelige mennesker, med følelser og hverdagssituationer, på film. Metro-Goldwyn-Mayer, som producerede filmen, tog den ret hurtigt af plakaten, efter nogle forsøg med at omklippe den. Først i 1960'erne blev den fundet frem igen og gjort til kult-film. 
"Freaks'ene" i filmen blev, i øvrigt, spillet af nogle af de mest prominente "freaks" på den tid – og som det siges på ekstramaterialet til DVD-udgivelsen er det urealistisk på den måde at så mange topnavne normalt ikke var samlet i ét program.

## Medvirkende
- Hans: Harry Earles
- Cleopatra: Olga Baclanova
- Frieda: Daisy Earles
- Hercules: Henry Victor
- Venus: Leila Hyams
- Phroso: Wallace Ford
- Siamesisk tvilling: Daisy Hilton
- Siamesisk tvilling: Violet Hilton
- Halv-fyr: Johnny Eck
- Det meneskelige skelet: Peter Robinson
- Pinhead: Schlitze
- Den levende torso: Prince Randian
- Angeleno: Angelo Rossitto